# Itumbiara crinicornis
Itumbiara crinicornis là một loài bọ cánh cứng trong họ Cerambycidae.